# إيفان ماسيك
إيفان ماسيك هو سياسي تشيكي، ولد في 28 يوليو 1948 في براغ في التشيك، وتوفي في 7 يناير 2019. نشط حزبياً في المنتدى المدني ‏.

## مناصب
- في 1996 Czech parliamentary election [الإنجليزية]‏، انتخب عضو برلمان التشيك ‏ خلال فترته النيابية ‏ (1 يونيو 1996 – 19 يونيو 1998).
- في 1992 Czech National Council election [الإنجليزية]‏، انتخب عضو برلمان التشيك ‏ خلال فترته النيابية ‏ (6 يونيو 1992 – 6 يونيو 1996).
- انتخب رئيس مجلس الإدارة  (7 يونيو 1996 – 2 ديسمبر 1997).
- انتخب رئيس مجلس الإدارة  (6 يونيو 1992 – 6 يونيو 1996).
- انتخب عضو برلمان المجلس الوطني التشيكي (1990 – 1992).